# 前橋市立荒牧小学校
前橋市立荒牧小学校（まえばししりつ あらまきしょうがっこう）は、群馬県前橋市荒牧町にある公立小学校。

## 歴史
- 1973年（昭和48年）- 桃川小学校から分離する形で設立[1]。
- 1974年（昭和49年）- プール竣工式。
- 1975年（昭和50年）- 体育館落成式。
- 1976年（昭和51年）- 群馬大学教育実習開始（特別協力校となる）。
- 1983年（昭和58年）- あかぎ国体等開閉会式鼓笛出場。
- 2022年（令和04年）-開校50年

## 所在地
群馬県前橋市荒牧町四丁目9番地2

## 学区
- 上小出町二丁目の一部（国道17号線以西の一部）[2]
- 上小出町三丁目の一部（国道17号線以西）
- 荒牧町二丁目
- 荒牧町三丁目
- 荒牧町四丁目
- 田口町の一部（国道17号線以西）
- 関根町二丁目
- 関根町三丁目
- 川原町
- 川原町一丁目
- 川原町二丁目

## その他
- 創立された当初はプールがなく、プールの授業では姉妹校である桃川小学校のプールを借りたという話が残っている。
- 現在、前橋市で2番目に児童が多い。

## 著名な卒業生
- 中町公祐 - プロサッカー選手
- 清水慶記 - プロサッカー選手
- 坐間妙子 - フリーアナウンサー、気象予報士